# Hilda Lilienberg
Hilda Lilienberg, född 14 juli 1865 i Jakobs församling, Stockholm, död 8 november 1940 i Oscars församling, Stockholm var en svensk textilkonstnär.
Hon var dotter till generalkonsuln C.P.A. Starck och Agnes Dill och från 1910 gift med justitierådet Gustaf Robert Lilienberg. Hon studerade spetstillverkning i Tyskland, Österrike och Italien Hon grundade 1907 och förestod Föreningen för svensk hemslöjds skola för sydda spetsar där man undervisade i italiensk spetssömnad och hemslöjd. Hon komponerade  ett stort antal textila mönster för Nordiska kompaniet i Stockholm. Hon tilldelades Sophie Adlersparres pris för främjande av textil konstslöjd 1910 och en bronsmedalj vid den internationella konsthantverksutställningen i Liège 1905. Hon finns representerad med ett flertal spetsar vid Länsmuseet Gävleborg, bland annat spetskragen Flora Suecia som ägts av Hedvig Ulfsparre.